# Javier Echeverría Ezponda
Javier Echeverría Ezponda (Pamplona, 1948) és un filòsof, assagista i catedràtic navarrès.

## Biografia
Llicenciat en Filosofia i Matemàtiques per la Universitat Complutense de Madrid, va obtenir el doctorat en Filosofia a la mateixa universitat, així com el 'doctorat ès lettres et sciences humaines' en la Universitat de París I Panthéon-Sorbonne. Professor en la Politècnica madrilenya i catedràtic de Filosofia i Lògica de la Universitat del País Basc (UPV/EHU). Ha estat professor investigador en l'Institut de Filosofia del Consell Superior d'Investigacions Científiques (CSIC). Més tard, després d'obtenir l'excedència, va ocupar un lloc com a investigador en la Fundació Basca de Ciència (vinculada a la UPV/EHU), on treballa en l'actualitat (2016). És especialista en ètica i filosofia de la ciència, les relacions entre la tecnologia, ciència, noves tecnologies de la informació i el paper de l'ésser humà i la societat com a conjunt.
És un prolífic autor d'assajos entorn de la seva tasca investigadora, amb els quals ha aconseguit alguns premis destacats: en 1995 va guanyar el Premi Anagrama d'Assaig amb Cosmopolitas urbanos i en 2000 el Premi Nacional d'Assaig per Los señores del aire: Telépolis y el Tercer Entorno. Ha estat també Premi Euskadi de Recerca en Ciències i Humanitats en 1997. Entre les seves últimes obres es troben Ciencia del bien y el mal (2007) y La luz de la luciérnaga. Diálogos de Innovación Social (amb Ander Gurrutxaga, 2012).
És membre de la Societat Espanyola Leibniz i de la International Academy of the Philosophy of Science.

## Obres
- Filosofía para princesas (1989)
- Introducción a la Metodología de la Ciencia: la Filosofía de la Ciencia en el siglo XX, Madrid : Cátedra, 1989
- Nuevos ensayos sobre el entendimiento humano (1992)
- Calculemos: matemáticas y libertad (1996)
- Sobre el juego (1997)
- Telépolis (1994)
- Cosmopolitas domésticos (1995)
- Los señores del aire: Telépolis y el Tercer Entorno (2000)
- Ciencia y Valores, Barcelona : Destino, 2002
- La revolución tecnocientífica, Madrid : Fondo de Cultura Económica, 2003
- Ciencia del bien y el mal (2007)
- La luz de la luciérnaga. Diálogos de Innovación Social (amb Ander Gurrutxaga, 2012)